# 관창초등학교
관창초등학교는 대한민국 충청남도 보령시에 있는 공립 초등학교이다.

## 학교 연혁
- 1944년 3월 1일: 주포국민학교 분교장 개설
- 1949년 10월 1일: 관창국민학교 승격, 개교

## 참고 자료
- 관창초등학교 - 한국교육학술정보원 학교알리미